# Цукер, Фридрих
Фридрих Цукер (нем. Friedrich Zucker; 30.06.1881, Фюрт — 04.04.1973, Гамбург) — немецкий филолог-классик, эпиграфист и папиролог. Профессор Йенского университета (1918—1961), его ректор. Лауреат национальной премии ГДР (1954).
Иностранный член Берлинской АН (1969, ординарный член в 1949-69 гг., членкор с 1948 года).
Родился в семье школьного учителя. Степень доктора получил в 1904 году в Мюнхенском университете.
С 1911 года приват-доцент в Мюнхенском университете.
Участник Первой мировой войны, был ранен.
С 1918 года профессор классической филологии в Тюбингенском университете.